# 时运剧院
时运剧院（Fortune Theatre）是一个西区剧院，位于英国伦敦西敏市罗素街，靠近考文特花园。

## 历史
此处以前曾是乔治时代和维多利亚时代的演员经常光顾的酒馆。剧作家和经理劳伦斯·考恩获得该处土地，请建筑师 Ernest Schaufelberg 设计。时运剧院为意大利风格，建于1922-1924年，是第一次世界大战结束以后伦敦修建的第一座剧院。入口上方为著名雕塑忒耳普西科瑞。
该剧院仅有432个座位，被认为是第二小的西区剧院。它在1960年翻新，1994年5月列为II级登录建筑。